# Ближньогородське
Ближньогоро́дське (до 1945 року — Нємсє́-Джанко́й, крим. Nemse Canköy) — село Джанкойського району Автономної Республіки Крим. Населення становить 744 особи. Орган місцевого самоврядування — Рощинська сільська рада. Розташоване на півдні району.

## Географія
Ближньогородське — село в центрі району, у степовому Криму, на шосе М18 Москва — Сімферополь, на правому березі річки Степова, правої притоки Мирнівки, висота над рівнем моря — 17 м. Сусідні села: Рощине за 2,2 км на південь та Озерне за 0,5 км на північ. Відстань до райцентру — близько 6 кілометрів, найближча залізнична станція — Відрадна — близько 4 км.

## Історія
Згідно енциклопедичного словника «Німці Росії», німецьке лютеранське село Карлсруе (називалося в різних джерелах також Джанкой Німецький, Німецький Джанкой, Дейч-Джанкой, Узун-Сакал, Нов-Джанкой ), було засновано вихідцями з Пришибських колоній в 1885 році, хоча ще в  «Списку населених місць Таврійської губернії за відомостями 1864 року», складеному за результатами VIII ревізії 1864 року, приблизно в тому ж місці, записаний якийсь Джанкой — громада німецьких колоністів з 20 дворами і 114 жителями. Колонія володіла 1750 десятинами землі і розташовувалася, судячи за доступними історичними документами, у Байгончецькій волості Перекопського повіту — в його складі вона записана, як Нейкарлсруе в «Пам'ятній книзі Таврійської губернії 1889», за результатами Х ревізії 1887, згідно з якою в 28 дворах проживало 169 осіб.
Після земської реформи 1890 року Німецький Джанкой віднесли до Тотанайської волості. Згідно «… Пам'ятної книжці Таврійської губернії на 1892 рік» , у селі, що становила Німецько-Джанкойську сільську раду, був 131 житель в 30 домогосподарствах. За  «… Пам'ятною книжкою Таврійської губернії на 1900 рік»  в Німецькому Джанкої числилося 44 жителя в 6 дворах, в 1905—126 і в 1911—150. У Статистичному довіднику Таврійської губернії 1915, у Богемської волості Перекопського повіту значиться село Німецький Джанкой (або Карлсруе) з населенням 259 осіб (у 1918—278).
Після встановлення в Криму Радянської влади, за постановою Кримревкома від 8 січня 1921 № 206 «Про зміну адміністративних кордонів» була скасована волосна система і в складі Джанкойського повіту був створений Джанкойський район. У 1922 році повіти перетворили в округи. 11 жовтня 1923 року, згідно з постановою ВЦВК, до адміністративний поділ Кримської АРСР були внесені зміни, у результаті яких округи були ліквідовані, основний адміністративною одиницею став Джанкойський район і село включили до його складу. Згідно Списку населених пунктів Кримської АРСР за Всесоюзним переписом 17 грудня 1926 року, Джанкой (німецька), або Карлсруе, з населенням 264 особи, з яких було 246 німців був центром Немецко- Джанкойського сільради Джанкойського району . Постановою КримЦВК від 15 вересня 1930 був знову створений Біюк-Онларський район (указом Президії Верховної Ради РРФСР № 621/6 від 14 грудня 1944 перейменований в Октябрський), тепер як німецький національний, у який включили село. Постановою Президії КримЦВК «Про утворення нової адміністративної територіальної мережі Кримської АРСР» від 26 січня 1935 був створений німецький національний Тельманський район (з 14 грудня 1944 року — Красногвардійський) і Німецький Джанкой, разом з сільрадою (на той час він називався просто Джанкойський), з населенням 278 осіб, включили до його складу.
Незабаром після початку німецько-радянської війни, 18 серпня 1941 німці були виселені, спочатку в Ставропольський край, а потім в Сибір і північний Казахстан. Після звільнення Криму від фашистів у квітні, 12 серпня 1944 року було прийнято постанову № ГОКО-6372с «Про переселення колгоспників у райони Криму» і у вересні 1944 року в район приїхали перші новосели (27 сімей) з Кам'янець-Подільської та Київської областей, а на початку 1950-х років пішла друга хвиля переселенців з різних областей України. Указом Президії Верховної Ради РРФСР від 21 серпня 1945 Нов-Джанкой був перейменований в Ближньогородське і Джанкойська сільрада — в Ближньогородську, який проіснував до 1958 року. 1 січня 1965, указом Президії ВР УРСР «Про внесення змін до адміністративного районування УРСР — по Кримській області», Ближньогородське знову включили до складу Джанкойського району.